# Mark Atkins (voetballer)
Mark Nigel Atkins (Doncaster, 14 augustus 1968) is een Engels voormalig betaald voetballer. Hij was een centrale middenvelder. Atkins speelde van 1988 tot 1995 voor Blackburn Rovers en won de Premier League met de club in 1995. 

## Biografie
Atkins begon zijn loopbaan bij Scunthorpe United in 1986. Twee seizoenen later verkaste hij naar Blackburn Rovers, waarmee hij vanaf 1992 in de nieuw opgerichte Premier League uitkwam. In zeven seizoenen bij Blackburn trad Atkins aan in een totaal van 257 competitiewedstrijden. Hij scoorde 34 maal in het blauw en wit van The Riversiders. Onder leiding van de Schotse trainer Kenny Dalglish, een clubicoon van Liverpool, en met de financiële steun van de eigenaar, staalmagnaat Jack Walker, won Atkins in het seizoen 1994/95 met Blackburn de Premier League. Dit nadat men het seizoen ervoor al eens naast de landstitel greep. Manchester United werd toen kampioen, maar in 1995 werden de rollen omgedraaid. In het kampioenenjaar kwam Atkins 34 maal in actie. Na het winnen van de titel verliet Atkins de club.
De spelverdeler ging verder bij de toenmalige tweedeklasser Wolverhampton Wanderers, dat £ 1.000.000 ,- voor hem betaalde aan Blackburn. Met de Wolves misliep hij in het seizoen 1996/97 een promotie naar de Premier League. Na vier jaar, in 1999, kwam een einde aan de tijd van Atkins op Molineux. Hij mocht transfervrij vertrekken. 
Atkins vervolgde zijn loopbaan even bij York City op een reeds wat lager niveau. Daarna keerde hij terug naar zijn geboortestad, Doncaster. Met Doncaster Rovers werd de middenvelder actief op het niveau van de National League en niet langer dat van de Football League. Van 2001 tot 2003 speelde hij voor Shrewsbury Town. 
Atkins stopte met voetballen in 2004, na een clubcarrière van 18 jaar. Hij was toen 36 jaar en speelde voor de amateurclub Harrogate Town. 
In april-mei 2003 was Atkins interim-manager van Shrewsbury Town. In 2000 was hij dat reeds bij Doncaster Rovers. Beide malen was Atkins nog actief als speler.

## Erelijst
| Competitie       |                  |                  |
| Competitie       | Aantal           | Jaren            |
| Blackburn Rovers | Blackburn Rovers | Blackburn Rovers |
| ---------------- | ---------------- | ---------------- |
| Premier League   | 1×               | 1994/95          |